# استان تور

موقعیت استان تور در روسیه

استان توِر (به روسی: Тверска́я о́бласть) یکی از استان‌های روسیه است که مرکز آن شهر تور است. این استان در ناحیه فدرالی مرکزی روسیه قرار گرفته‌است.
بر طبق نتایج سرشماری سال ۲۰۱۰ میلادی جمعیت این استان برابر ۱٬۳۵۳٬۳۹۲ نفر می‌باشد. این استان در فاصله سالهای ۱۹۳۵ تا ۱۹۹۰ به عنوان استان کالینین (به روسی: Кали́нинская о́бласть) (از عنوان میخائیل کالینین) شناخته می‌شده‌است.
در این استان دریاچه‌های زیادی وجود دارد.